# Abu l-Hasan Khan al-Hadjdj al-Ardalani Fakhr al-Mulk
Abu l-Hasan Khan al-Hadjdj al-Ardalani Fakhr al-Mulk (1862/1863- 1926) fou un polític iranià de la darrera època dels qadjars, que estava emparentat amb la família reial de Pèrsia pel seu matrimoni amb una princesa qadjar.
Fou governador de Hamadan (1898) i d'Arak (tres vegades), i ministre de comerç (1903/1904).